# Surenenpass
Der Surenenpass (2292 m ü. M.) ist ein Gebirgspass in den Urner Alpen in der Zentralschweiz und gehört zu den alpinen Saumpfaden.

## Geographie
Der Pass liegt im Kanton Uri, 20 Kilometer südlich des Vierwaldstättersees. Er verbindet das Urner Reusstal mit jenem der Engelberger Aa und Engelberg (Kanton Obwalden). Der Übergang befindet sich zwischen dem Blackenstock (2930 m ü. M.) im Norden und dem Eggenmanndli (2448 m ü. M.), einem Ausläufer des Schlossbergs, im Süden. Weiter südlich und südwestlich liegen die Dreitausender des Schlossbergs, des Spannort und des Titlis, im Nordwesten die etwa 2800 Meter hohen Bergketten zwischen Engelberger Rotstock, Brunnistock und Gitschen.

## Geschichte
Funde belegen, dass der Pass bereits in der Bronzezeit und von Römern begangen wurde. Ausserdem wurde 2013 östlich des Passes am Geissrüggen ein Gebäudegrundriss ausgegraben, der mittels Radiokarbonmethode in die frühe Eisenzeit, die Hallstattzeit, datiert werden konnte. Auf der Blackenalp (1773 m ü. M.) westlich der Passhöhe steht eine spätmittelalterliche Wegkapelle.
Der Kanton Uri dehnt sich mehrere Kilometer über den Pass hinaus nach Westen aus. Die Grenzziehung war Gegenstand von Konflikten und Kämpfen über Jahrhunderte zwischen den Urnern und dem Kloster Engelberg. Erst 1609 wurde die Grenze endgültig festgelegt.
1799 überschritt eine französische Division unter dem General Claude-Jacques Lecourbe den Surenenpass mit Artillerie, um im Reusstal die Österreichische Armee zu überfallen.

## Wandergebiet
Der Pass ist Ausgangspunkt für hochalpines Wandern und für einige Klettersteige. Man kann ihn zu Fuss oder auch mit dem Mountainbike über den alpinen Wanderweg überqueren. Rund 40 Höhenmeter unterhalb der Passhöhe steht auf der Westseite eine kleine Schutzhütte. Als Übernachtungsmöglichkeiten bieten sich die Spannorthütte SAC sowie ein Touristenlager auf der Blackenalp an.